# Tina Graudina

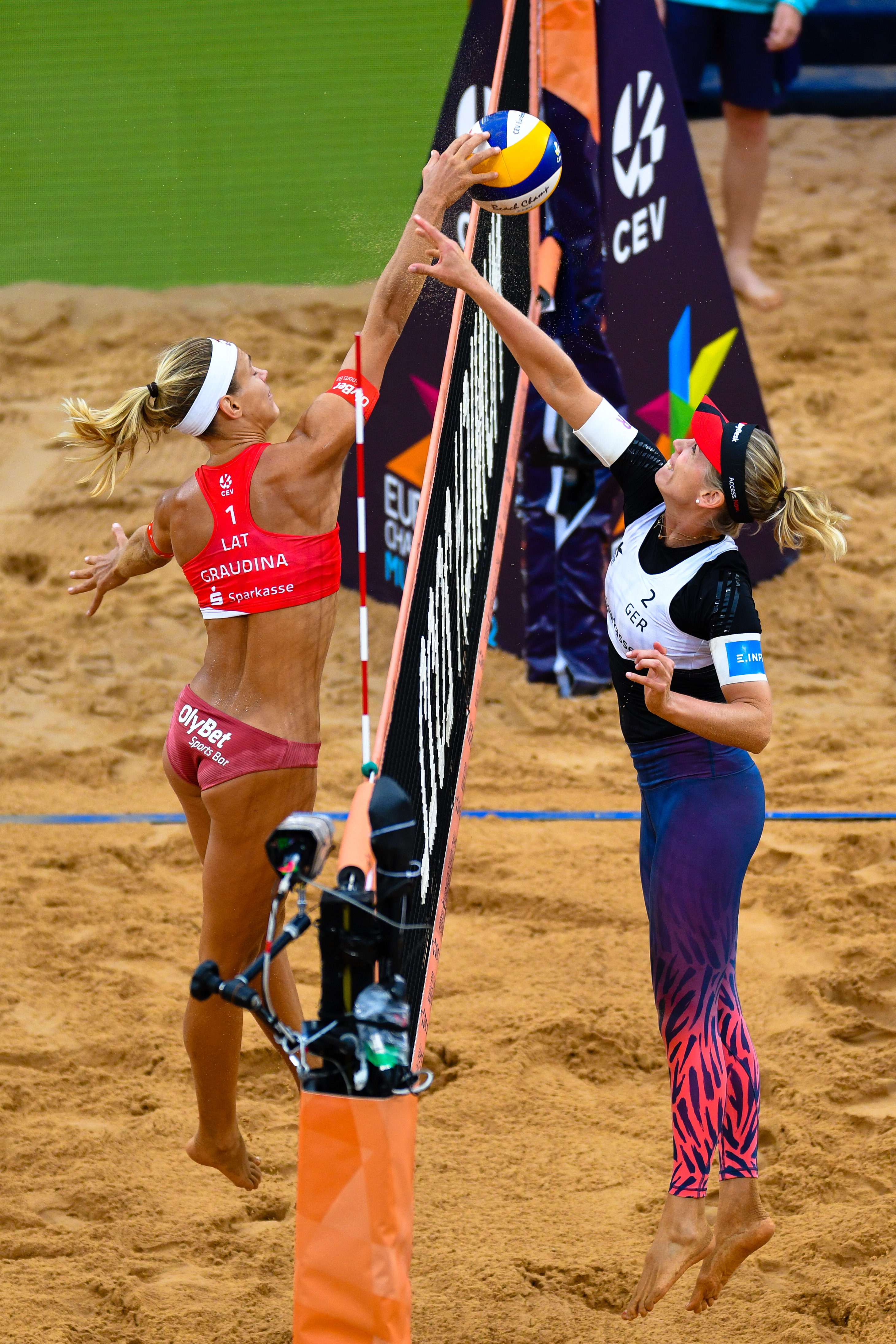
Graudina (links) in duel aan het net met Julia Sude tijdens de EK in München (2022)

Tina Graudina (Riga, 9 maart 1998) is een Lets beachvolleyballer. Met Anastasija Samoilova werd ze tweemaal Europees kampioen. Ze nam deel aan twee Olympische Spelen.

## Carrière

### 2013 tot en met 2019
Graudina nam in 2013 met Anastasija Kravčenoka (tegenwoordig Samoilova) deel aan de Europese kampioenschappen onder 18 in Maladzetsjna waar ze als negende eindigde. Het jaar daarop won ze met Linda Gramberga de bronzen medaille bij de wereldkampioenschappen onder 19 in Acapulco. In 2015 werd Graudina met Paula Neciporuka in eigen land Europees kampioen onder 18. Daarnaast nam ze met Marta Ozolina deel aan de Europese Spelen in Bakoe en debuteerde ze met Inese Jursone in Olsztyn in de FIVB World Tour. Het daaropvolgende seizoen deed ze met Neciporuka mee aan de WK onder 19 in Larnaca en de WK onder 21 in Luzern waar ze respectievelijk als vijfde en negende eindigde. Met Kravčenoka werd ze vijfde bij de EK onder 20 in Antalya en won ze de titel bij de EK onder 22 in Thessaloniki. Graudina vormt sindsdien een team met Kravčenoka. In 2017 wist het duo in Baden hun Europese titel onder 22 niet te prolongeren; ze eindigden als vijfde. Bij de WK onder 21 in Nanjing en de EK in eigen land werd het tweetal eveneens vijfde. In Jūrmala bereikten ze de kwartfinale waar ze werden uitgeschakeld door het Duitse duo Chantal Laboureur en Julia Sude. In de World Tour behaalden ze in Sydney met een negende plaats hun eerste toptienklassering. Het jaar daarop namen Graudina en Kravčenoka deel aan tien FIVB-toernooien met drie toptienplaatsen als resultaat. Bij de EK onder 22 in eigen land wonnen ze de zilveren medaille achter de Russinnen Nadezjda Makrogoezova en Svetlana Cholomina. In Nederland kwam het duo bij de EK niet verder dan de groepsfase.
In 2019 namen ze in Hamburg voor het eerst deel aan de WK. Het tweetal bereikte de achtste finale waar het werd uitgeschakeld door het Amerikaanse duo Alix Klineman en April Ross. In de World Tour speelden ze verder negen reguliere wedstrijden met twee negende plaatsen (Jinjiang en Gstaad) als beste resultaat. Daarnaast werden Graudina en Kravčenoka in Moskou Europees kampioen door in de finale het Poolse duo Kinga Kołosińska en Katarzyna Kociołek te verslaan. Aan het einde van het seizoen behaalde het duo een negende plaats bij de World Tour Finals en won het het olympisch kwalificatietoernooi in Haiyang. Het jaar daarop wonnen ze drie toernooien in de nationale competitie en bij de EK in eigen land bereikten ze de achtste finale die verloren ging tegen het Italiaanse tweetal Marta Menegatti en Viktoria Orsi Toth. In 2021 speelden Graudina en Kravčenoka in aanloop naar de Spelen vier wedstrijden in de World Tour waarbij ze tweemaal een vierde plaats behaalden (Sotsji en Gstaad). Bij het olympisch beachvolleybaltoernooi in Tokio kwamen ze tot de halve finale die werd verloren van het Australische duo Mariafe Artacho en Taliqua Clancy; in de wedstrijd om het brons was het Zwitserse duo Anouk Vergé-Dépré en Joana Heidrich vervolgens te sterk waardoor Graudina en Kravčenoka als vierde eindigden. Bij de EK in Wenen eindigde het duo eveneens op een vierde plaats nadat de Nederlanders Katja Stam en Raïsa Schoon en de Duitsers Karla Borger en Julia Sude in respectievelijk de halve en troostfinale te sterk waren.

### 2022 tot heden
Het daaropvolgende seizoen namen ze deel aan zeven toernooien in de Beach Pro Tour – de opvolger van de World Tour. Ze behaalden daarbij tweede plaatsen in Rosarito en Parijs, een vierde plaats in Gstaad en een vijfde plaats in Ostrava. Bij de WK in Rome werden ze in de achtste finale uitgeschakeld door Vergé-Dépré en Heidrich. In München wonnen Graudina en Kravčenoka voor de tweede keer de Europese titel door de titelverdedigers Nina Brunner en Tanja Hüberli in de finale te verslaan. Ze sloten het seizoen af met een zevende plaats bij de Finals in Doha. In 2023 was het duo actief op twaalf toernooien in de internationale competitie. Ze wonnen het Challenge-toernooi van Nuvali en eindigden in eigen land als derde bij het Challenge-toernooi van Jūrmala. Ze behaalden verder een vierde plaats in Doha en vijfde plaatsen in Uberlândia en João Pessoa. Bij de WK in Tlaxcala bereikten Graudina en Samoilova de achtste finale waar ze werden uitgeschakeld door de latere wereldkampioenen Kelly Cheng en Sarah Hughes. Bij de EK in Wenen strandden ze in de achtste finale tegen het Spaanse tweetal Daniela Álvarez en Tania Moreno. Bij de seizoensfinale in Doha eindigden ze opnieuw als zevende.
Het jaar daarop namen ze deel aan negen toernooien in de Beach Pro Tour. Ze begonnen het jaar met een vierde plaats in Doha en de toernooizege in Recife. Na een negende plaats in Brasilia en een vijfde plaats in Espinho eindigden ze in Stare Jabłonki met een tweede plaats weer op het podium. Bij de Elite16-toernooien van Ostrava en Gstaad won het duo de bronzen medaille en in Wenen eindigden ze als negende. Via de olympische ranglijst plaatsten Graudina en Samoilova zich voor de Olympische Spelen in Parijs. In de kwartfinale werden ze uitgeschakeld door de latere olympisch kampioenen  Ana Patrícia Ramos en Duda Lisboa. Bij EK in Nederland strandden ze in de kwartfinale tegen de latere kampioenen Svenja Müller en Cinja Tillmann. Graudina en Samoilova sloten het jaar af met een bronzen medaille bij de Finals in Doha. In 2025 werden ze tweede in Ostrava.

## Palmares
Kampioenschappen
- 2014:  WK U19
- 2015:  EK U18
- 2016:  EK U22
- 2018:  EK U22
- 2019: 9e WK
- 2019:  EK
- 2021: 4e OS
- 2022: 9e WK
- 2022:  EK
- 2023: 9e WK
- 2024: 5e OS

Beach Pro Tour
- 2022:  Elite16 Rosarito
- 2022:  Elite16 Parijs
- 2023:  Jūrmala Challenge
- 2023:  Nuvali Challenge
- 2024:  Recife Challenge
- 2024:  Stare Jabłonki Challenge
- 2024:  Elite16 Ostrava
- 2024:  Elite16 Gstaad
- 2024:  Beach Pro Tour Final Doha
- 2025:  Elite16 Ostrava